# 山田達也 (構造家)
山田 達也（やまだ たつや）は、日本の構造家。竹中工務店設計部構造部門所属。

## 経歴
2008年、日本大学理工学部建築学科卒業。2010年、同大学大学院理工学研究科建築学専攻博士前期課程修了。所属は空間構造デザイン研究室(斎藤公男・岡田章研究室)で、修論テーマは『ケーブルネット構造の地震時挙動に関する基礎的研究』。
学校法人ヴォーリズ学園ヴォーリズ記念アリーナで、一般社団法人日本建築構造技術者協会JSCA賞新人賞（作品部門）受賞。この他の実績に、関西イシダ本社屋、Panasonic XC KADOMA、守山市役所庁舎、数研出版本社関西ビル、コイズミ緑橋ビル、立命館大学大阪いばらきキャンパス、二重床構造（産業財産権、特許第7401090号）など。